# Johnny Quick
Johnny Quick é o nome de dois personagens fictícios da DC Comics. O primeiro era um herói, que aparece com mais frequência nas edições de More Fun Comics durante a era de ouro. O outro era um vilão, uma versão do mal do Flash que habitava a Terra 3, aparecendo a maior parte durante a era de prata.

## Johnny Quick (Johnny Chambers)
Johnny Chambers era um fotógrafo que invocava o poder da supervelocidade por recitar uma fórmula matemática ("3X2(9YZ)4A") dada por seu guardião de infância, o Professor Gill, que a achou em inscrições na tumba de um faraó. Johnny Quick fez parte do Esquadrão Invencível, e, durante a Zero Hora, fez parte da Sociedade da Justiça. Ele era uma presença eventual nas histórias do Flash.
Ele foi casado com Libby Lawrence, a heroína Liberty Belle, e teve uma filha chamada Jesse Chambers, que tornou-se a heroína Jesse Quick. Ao enfrentar o vilão Savitar, Johnny foi absorvido pela Força de Aceleração, onde ficou preso durante anos. Recentemente, ele foi morto pelo supervilão Professor Zoom logo após ajudar o segundo Flash, Barry Allen, a escapar da membrana energética da Força de Aceleração Negativa invocada pelo vilão.

## Johnny Quick (Sindicato do Crime)
Johnny Quick (Johnny "John" Chamberlin) foi um supervilão de uma Terra alternativa chamada Terra 3, antes era para ser uma contraparte do Johnny Chambers, mas é a contraparte do Flash. Ele e outros membros faziam parte do Sindicato do Crime da América (todos que eram contrapartes maléficas dos membros da Liga da Justiça da América da Terra 3, e nunca tinha sido derrotado antes da Terra 3; só o herói, Alexander Luthor (contraparte heroica de Lex Luthor). Como o resto do Sindicato do Crime, ele morreu durante a Crise pelo Antimonitor.

### LJA: Terra 2
O personagem foi revivido nos anos 90 como um vilão do "Universo antimatéria", no lugar da Terra 3. Ao contrário do Flash, Johnny ganha poderes injetando em si o "Soro da Velocidade" que parece com uma droga ilegal semelhante à heroína. Este Johnny Quick é a contraparte do Flash Wally West. De acordo com Grant Morrison que criou esta versão do personagem ele teve um antecessor (correspondente ao Barry Allen), de quem o sangue é usado para criar o "Soro da Velocidade". Um retrospecto para os dias do Sindicato do Crime mostrou este personagem como se parecesse com a versão Pré-Crise.

## Poderes e habilidades
Cada um dos personagens que foram nomeadas Johnny Quick possuem super-velocidade.
A versão do Sindicato do Crime de Johnny Quick possui as mesmas habilidades que o Flash.

## Em outras mídias
Uma representação criminosa de Johnny Quick é apresentada no filme de animação intitulado Justice League: Crisis on Two Earths. O papel do personagem foi dublado por James Patrick Stuart. Diferentemente das histórias em quadrinhos, a aparência deste personagem se assemelha mais à do Flash-Reverso do que à versão original. Johnny Quick é um velocista implacável que aterroriza repetidamente a população de seu mundo sob as ordens do Sindicato do Crime, com o objetivo de governar através do medo. Ele é um adversário do Flash. No entanto, no desfecho da trama, Johnny Quick sacrifica-se heroicamente durante o transporte de Batman para a Terra Prime, a fim de deter uma conspiração que ameaçava destruir o multiverso. Devido a um envelhecimento acelerado artificialmente, ele morre em uma idade avançada, convencido de que salvou inúmeras vidas.